# Mucroberotha fasciata
Mucroberotha fasciata är en insektsart som beskrevs av Bo Tjeder 1959. Mucroberotha fasciata ingår i släktet Mucroberotha och familjen Berothidae. Inga underarter finns listade i Catalogue of Life.